# Alessandra Torresani
Alessandra Olivia Torresani (Palo Alto, California, 29 de mayo de 1987) es una actriz estadounidense, cuyo papel más notable hasta el momento es el de Holly Pryor en el programa de televisión Newton. Antes de ser actriz estudió baile y canto desde los dos años.

## Cine
Fue coprotagonista en la película Going to the Mat, de Disney Channel.

## Televisión
Su estreno en televisión fue a los nueve años cuando ella recibió el "Kids' WB Club" en San Francisco.
Otras actuaciones en la televisión incluyen: Mano a mano, JAG, ER, La Guerra en Casa, Malcolm in the Middle, Arrested Development, Terminator: The Sarah Connor Chronicles, CSI, The Big Bang Theory, RuPaul's Drag Race , entre otras.
También ha participado en la serie de TV Caprica, un producto del canal SyFy que es una precuela de la serie Battlestar Galactica.
Participó en el capítulo 4 de la quinta temporada “Thanksgiving” en la serie Malcolm in the Middle.